# Вратница
Вра̀тница (на македонска литературна норма: Вратница; на албански: Vratinca) е село в Северна Македония, в община Йегуновце, разположено в областта Долни Полог в югоизточните поли а Шар планина под връх Люботрън.

## География
Селото е отдалечено на 22 километра от Тетово и на пет километра от граничния пункт при Яжинце.

## История
В края на XIX век Вратница е българско село в Тетовска каза на Османската империя. Андрей Стоянов, учителствал в Тетово от 1886 до 1894 година, пише за селото:
| „ | С. Вратница. — има около 100 български кѫщи, 1 църква, 1 училище, 1 ханъ и 2 — 3 продавници на разни дребни стоки. Името на селската църква е св. Константинъ и Елена, но въ деня на тѣзи святи вратничани, съ много гости отъ околнитѣ села, съ голѣмо тържество ходятъ да празднуватъ и колятъ курбанъ на развалинитѣ на старата си църква, която е носила едно име съ сегашната и която се намира на 1/4 ч. подъ селото между много джбове. | “ |

Според статистиката на Васил Кънчов („Македония. Етнография и статистика“) в 1900 година Вратница има 780 жители българи християни.
Според патриаршеския митрополит Фирмилиан в 1902 година в селото има 150 сръбски патриаршистки къщи. По данни на секретаря на Българската екзархия Димитър Мишев („La Macédoine et sa Population Chrétienne“) в 1905 година всичките 880 християнски жители на Вратница са българи патриаршисти сърбомани и в селото функционира сръбско училище.
По време на Балканската война в 1912 година 2 души от селото се включват като доброволци в Македоно-одринското опълчение.
Според Афанасий Селишчев в 1929 година Вратница е център на община от две села и има 131 къщи с 1131 жители българи.
По време на българското управление във Вардарска Македония в годините на Втората световна война, Андрея Хр. Божинов от Тетово е български кмет на Вратница от 12 февруари 1942 година до 17 септември 1942 година. След това кмет е Кирил Илиев Симов от Тетово (5 февруари 1943 - 12 август 1944).
В 1961 година Вратница има 1384 жители. Поради миграцията към градовете този брой в 1994 година намалява на 572 (522 македонци, 33 сърби, 17 други), а в 2002 на 505.
Според преброяването от 2002 година Вратница има 505 жители.
| Националност | Всичко |
| македонци    | 482    |
| албанци      | 1      |
| турци        | 0      |
| роми         | 0      |
| власи        | 0      |
| сърби        | 20     |
| бошняци      | 0      |
| други        | 2      |

## Личности
Родени във Вратница
- Рафаил Столев (1847 – 1932), български общественик
- Славко Милосавлевски (1928 – 2012), политик от Югославия и Република Македония
- Киро Поповски (1942 – 1995), политик от Социалистическа република Македония
- Петър Сибинов Арнаудов, търговец на жито в Русе, баща на Михаил Арнаудов (1878 – 1978) и Илия Арнаудов (1889 – 1946)

Починали във Вратница
- Славко Милосавлевски (1928 – 2012), политик от Югославия и Република Македония

Други
- Михаил Арнаудов (1878 – 1978), български литературен историк, общественик, академик, по произход от Вратница
- Илия Арнаудов (1889 – 1946), български оперен режисьор и музиковед, по произход от Вратница
- Петър Арнаудов (1924 – 2016), български цигулар и музикален педагог, по произход от Вратница